# Archives départementales de la Seine-Saint-Denis
Les archives départementales de la Seine-Saint-Denis sont un service du conseil départemental de la Seine-Saint-Denis, chargé de collecter les archives, de les classer, les conserver et les mettre à la disposition du public.

## Bâtiment

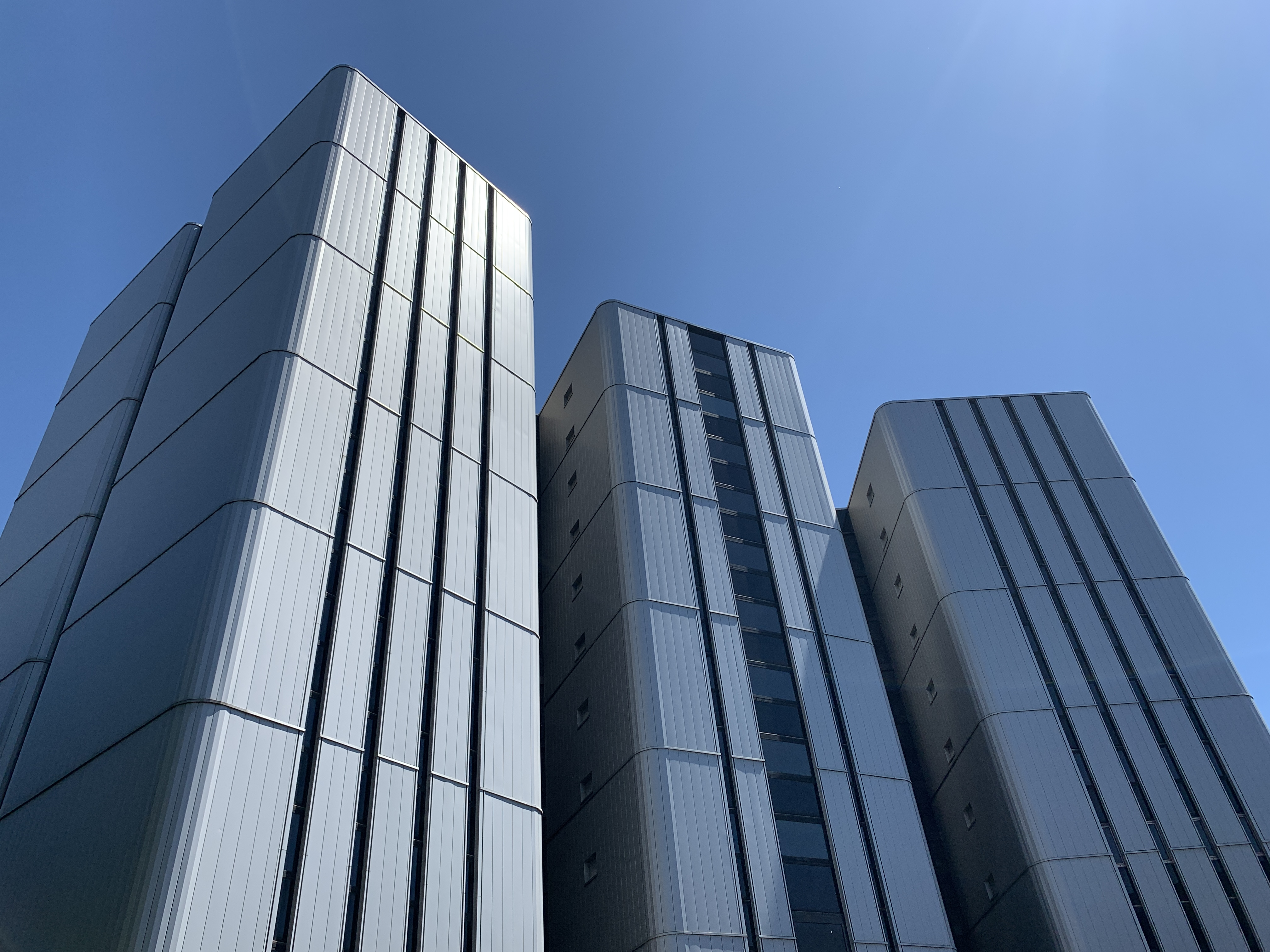
Bâtiment des Archives Départementales, en 2020.

Le bâtiment actuel des archives situé au 18, avenue du Président-Salvador-Allende à Bobigny a été construit entre 1981 et 1983 par le cabinet d'architectes Feypell et Zoltowsky. Le terrain de 2000 m2 sur lequel il est bâti est situé dans la zone à urbaniser par priorité des Sablons, à 500 m de la préfecture entre la ligne de fret de Bobigny à Sucy - Bonneuil et l'atelier de maintenance du matériel roulant de la ligne cinq du métro parisien. Son coût de construction a été de 35 millions de francs. Il comporte trois tours de stockage de dix, onze et douze étages pour une capacité de 24 000 m linéaires. Elles sont recouvertes avec un revêtement en aluminium.  Ces trois tours sont reliées entre elles par des tourelles secondaires où sont placés ascenseurs, escaliers et gaines. Les bureaux ainsi que les espaces ouverts au public sont regroupés dans un ensemble bas, disposé en arc-de-cercle autour des tours. La salle de lecture a une capacité de 32 places, il existe aussi une salle de conférences et un logement de fonction. Devant l'édifice, une sculpture de Gaetano Di Martino, « le scribe » a été installée sur le parvis,.
En 2014 est inaugurée une extension reliée aux anciens locaux par une passerelle. Les travaux sont confiés à l'atelier d'architectes Chartier Dalix. Ces nouveaux locaux de 790 m2 sont revêtus de métal perforé. Ils comportent 15 bureaux pour un effectif de 25 usagers ainsi que deux salles de tri et une salle de réunion.
Le 8 mars 2023, le Département donne le nom de l'historienne Suzanne Citron au bâtiment.

## Histoire
C'est la loi du 10 juillet 1964 sur la réorganisation de la région parisienne qui est à l'origine de la formation des archives départementales de la Seine-Saint-Denis. Cependant ce n'est qu'en décembre 1970 qu'un premier centre d'archives est créé à Bobigny, chef-lieu du département. Le centre actuel date de 1983. Le modèle d'organisation suivi par ce centre d'archives est celui de la tradition archivistique française datant de la constitution des centres d'archives départementaux établis par la loi du 5 brumaire an V (26 octobre 1796). Pourtant, la direction des archives doit faire face à des questionnements nouveaux. En effet, sa création tardive implique qu'elle possède très peu de fonds anciens.

## Liste des directeurs des archives
- 1969-1977 : Jean-Marie Jenn
- 1977-1983 : Agnès Parmentier
- 1983-1987 : Marie-Paule Arnauld
- 1987-1994 : Georges Mouradian
- 1994-2000 : Agnès Magnien[7]
- 2000-2005 : Christian Oppetit[8]
- 2005-2015 : Guillaume Nahon
- Depuis 2016 : Christine Langé

## Fonds conservés

### Fonds du PCF
Les archives du Parti communiste français ont fait l'objet d'une convention entre le PCF et le conseil général de la Seine-Saint-Denis en 1993 ; par ailleurs, à cette même date, elles ont été classées par l’État. Leur transfert aux archives départementales a été organisé en 2004-2005.

## Pour approfondir